# Divinum illud munus
Divinum illud munus (Tiếng Việt: Về Chúa Thánh Thần) là một thông điệp được Đức Giáo hoàng Lêô XIII ban hành vào ngày 9 tháng 5 năm 1897. Trong thông điệp này, ngài tập trung trình bày về vai trò và hoạt động của Chúa Thánh Thần trong đời sống Giáo hội và từng cá nhân tín hữu. Đức Giáo hoàng nhấn mạnh đến "sự hiện diện nội tại và quyền năng kỳ diệu của Chúa Thánh Thần", cũng như "phạm vi và hiệu quả hoạt động của Ngài" — không chỉ trong toàn thể thân thể Giáo hội mà còn trong tâm hồn của từng người tín hữu.
Ngài nói đến sự dư dật vinh hiển những ân sủng thiêng liêng mà Chúa Thánh Thần ban phát, và tác động mạnh mẽ của Ngài trong việc thánh hóa, hướng dẫn và nâng đỡ con người trên hành trình đức tin. Thông điệp này đặc biệt quan trọng vì nó được xem như một bước đi tiên phong trong việc làm sống lại thần học về Chúa Thánh Thần (còn gọi là thần học về Thánh Linh - Thánh Linh học) trong Giáo hội Công giáo, mở đường cho một thời kỳ phục hưng sâu rộng hơn trong thế kỷ XX.
Qua Divinum illud munus, Đức Lêô XIII không chỉ khẳng định vị trí trung tâm Chúa Thánh Thần trong đời sống Kitô giáo, mà còn kêu gọi các tín hữu đào sâu lòng sùng kính và mở lòng đón nhận hoạt động của Ngài một cách sống động và cụ thể hơn trong đời sống thường nhật.

## Nội dung
Khi bàn về tín lý Công giáo liên quan đến Chúa Ba Ngôi, Đức Giáo hoàng Lêô XIII nhấn mạnh rằng: “Giáo hội thường quy chiếu cách thích hợp các công trình của Thiên Chúa Ba Ngôi như sau: những công trình thể hiện quyền năng vượt trội thì quy về Chúa Cha; những công trình biểu lộ sự khôn ngoan thì quy về Chúa Con; và những gì thể hiện tình yêu thương thì quy về Chúa Thánh Thần.” Tuy vậy, ngài cũng khẳng định rõ sự hiệp nhất tuyệt đối giữa ba Ngôi Thiên Chúa, nhấn mạnh rằng các Ngôi không được tách biệt trong việc phụng thờ Thiên Chúa, cũng như không nên được xem là hành động riêng rẽ trong công cuộc thánh hóa con người.
Ngài kêu gọi: “Chúng ta cần cầu nguyện và kêu xin Chúa Thánh Thần, bởi mỗi người chúng ta đều rất cần sự bảo vệ và trợ giúp của Ngài. Ai càng thiếu khôn ngoan, càng yếu đuối, càng bị thử thách, càng dễ sa ngã thì càng phải chạy đến với Đấng là nguồn ánh sáng, sức mạnh, an ủi và thánh thiện không ngừng.”
Thông điệp Divinum illud munus bao gồm các phần chính như sau:
1. Chúa Thánh Thần và Mầu nhiệm Nhập Thể
2. Chúa Thánh Thần trong linh hồn người công chính
3. Lòng sùng kính Chúa Thánh Thần
4. Quy định về việc tổ chức Tuần cửu nhật hàng năm

Thông điệp này tiếp nối và mở rộng nội dung của bức thư ngắn hơn là Provida Matris (ban hành ngày 5 tháng 5 năm 1895), trong đó Đức Lêô XIII lần đầu tiên đề cập đến ý tưởng tổ chức một Tuần cửu nhật kính Chúa Thánh Thần trước lễ Chúa Thánh Thần Hiện Xuống (Lễ Ngũ Tuần).
Đức Giáo hoàng hứa ban ơn xá đặc biệt cho những ai tham dự Tuần cửu nhật này một cách sốt sắng, dù cầu nguyện nơi công cộng hay riêng tư. Cụ thể:
Mỗi ngày trong 9 ngày đó, người tham dự sẽ được hưởng ơn xá 7 năm và 7 “quarantines” (một hình thức xá tội cổ). Trong một ngày bất kỳ của Tuần cửu nhật hoặc trong lễ Chúa Thánh Thần Hiện Xuống hay trong 8 ngày kế tiếp, người tham dự nếu xưng tội, rước lễ và cầu nguyện theo ý Đức Giáo hoàng, sẽ được hưởng ơn toàn xá một lần. Nếu ai tiếp tục thực hành Tuần cửu nhật như vậy trong 8 ngày tiếp theo, họ cũng sẽ được hưởng cùng một ơn xá như trên. Những ơn xá này cũng có thể chuyển nhượng để cầu nguyện cho các linh hồn nơi luyện ngục và có hiệu lực trong mọi năm về sau, với điều kiện phù hợp với các quy định thông thường của Giáo hội.